# アマナマナ
amanamanaは、東京都港区西麻布に本社を置くアマナマナ株式会社が運営するヒーリンググッズショップで、サロンとシンギングボウル講座のスクールを兼ねる。主にシンギングボウルやティンシャなど瞑想やヒーリングに関するオリジナルグッズの製作・販売、シンギングボウルの各種講座、クラス、イベントなどを行っている。2020年時点で、東京都内で唯一のシンギングボウル・ティンシャ専門店である。

## ブランドコンセプト
- 「すべての人に ”癒しの知恵” を届ける」ためのブランドとしてオープン。
- 現代生活でも活かせる新しい癒しの形を、専門家に学び、創造し、広げることで、幸せと調和にあふれた社会を目指している。
- amanaはサンスクリット語で「平穏」「安らぎ」を、manaは古代語で「神秘の力」を表す[1]。

### シンボルマーク
シンボルマークはチベットの伝統的な「八吉祥文様（タシタゲ）」の中から、ペルヴェウと呼ばれる「エンドレス・ノット（終わりのない結び目）」をアレンジしたデザインで「無限、もしくは永遠の愛」という意味をこめたマークとなっている。

## 取扱い商品

### シンギングボウル
ヒーリングやマインドフルネスに効果のあるシンギングボウルを販売している。専属工房で造られたロゴ入りのオリジナル・シンギングボウル（シンギングボール）をはじめ、日本ではアマナマナだけが扱っている金彫りのシンギングボウル、プロ品質のシンギングボウルまで幅広く取り扱う。ザ・スパ・アット・マンダリンオリエンタル東京（東京・日本橋）のサウンドヒーリングでも導入されている。

### ティンシャ
チベット密教法具と同じ技術・製法で法具職人が一つひとつ手作りで作るオリジナルティンシャを販売。製造時に、チベット密教の法具同様、マントラ（真言）を込めているのが特徴で、ザ・スパ・アット・マンダリンオリエンタル東京（東京・日本橋）で販売されている。

### チベット香
チベット伝統医学書「四部医典（ギューシー）」に忠実にチベット伝統医が調製したオリジナルのチベット香を販売。チベット高僧によりマントラ（真言）を十万回込めた貴重な真言丸も加えたオリジナル。
その他チベット・ヒーリングティー、瞑想浴バスソルト、ヒーリングCDなどの販売も行っている。

## ワークショップ・講座
アマナマナ・シンギングボウルサロン＆スクールで、一般社団法人国際シンギングボウル協会（ISBA）と連携をとり、ビギナー向けの正しい鳴らし方から講師になるための理論を詳しく学ぶシンギングボウル講座を開催している。
東京以外でシンギングボウル講座を希望する人のために講師の派遣、シンギングボウルのレンタルなど、講座開催のサポートも行っている。

## 社会貢献活動

### サガダワのチャリティー
チベット暦のサカダワ（お釈迦様の月、年によって異なるが主に4－6月ごろ）にショッピングを通じた寄付などを企画。支援が必要な寄付先をその都度選定、商品購入でチャリティーに参加できる。

### チベット子ども村への寄付
2010年のダラムサラのチベット子ども村（TCV）訪問をきっかけに、チベット人の雇用機会を増やし、経済的自立のためのサポートを開始。
「今日のショッピングが、明日のチベットになる」というスローガンのもと、TCVの職業訓練校を卒業した職人の作品をオンラインで販売することで、亡命チベット人の生活向上に寄与できる「amanamana x TCVトレード・サポート・プロジェクト」を支援している。

### チベット文化圏への災害支援
四川省（2008年）、青海省（2010年）、ネパール（2015年）などチベット文化圏の災害支援として、特別商品を販売し、その売り上げを総額50万円以上、義援金としてあてている。

## 店舗
一般社団法人国際シンギングボウル協会認定　アマナマナ・シンギングボウル サロン＆スクール（〒106-0031　東京都港区西麻布4-14-17）

## 公式サイト
- amanamana アマナマナ

## 参考
- 自分だけの音と癒しの波動、「シンギングボウル」との出会い。【心のパラダイス！エディター体験記】